# Wilajet nawojski
Wilajet nawojski (uzb. Navoiy viloyati / Навоий вилояти) – jeden z 12 wilajetów Uzbekistanu. Znajduje się w północno-centralnej części kraju.

## Miejscowości
- Nurata

## Obiekty przyrodnicze
- jezioro Ajdarkul